# Luca D'Andrea
Pour les articles homonymes, voir D'Andrea.
Luca D'Andrea, né le 15 mai 1979 à Bolzano dans la région du Trentin-Haut-Adige, est un romancier et scénariste italien. Il remporte le prix Scerbanenco en 2017 avec le roman Lissy.

## Biographie
Luca D'Andrea naît à Bolzano en 1979.
En 2013, il est scénariste pour la série documentaire Mountain Heroes produite par Discovery Channel.
En 2016, il écrit son premier roman, le thriller L'Essence du mal (La sostanza del male) qui a pour cadre l'Italie, le Tyrol du Sud et le massif des Dolomites. Ce livre est traduit en France l'année suivante dans la collection Sueurs froides.
En 2017, il remporte le prix Scerbanenco avec son second roman, Lissy.
Il est également l'auteur de la série de littérature d'enfance et de jeunesse Wunderkind

## Œuvre

### Romans
- L'Essence du mal, Denoël, coll. « Sueurs froides » ((it) La sostanza del male, 2016), trad. Anaïs Bouteille-BokobzaRéédition, Gallimard, coll. « Folio policier » no 866, 2018
- Au cœur de la folie, Denoël, coll. « Sueurs froides », 2018 ((it) Lissy, 2017), trad. Anaïs Bouteille-BokobzaRéédition, Gallimard, coll. « Folio policier » no 896, 2019
- (it) Beneath the Mountain, 2018

### Littérature d'enfance et de jeunesse

#### SérieWunderkind
1. (it) Una lucida moneta d'argento, 2009
2. (it) La rosa e i tre chiodi, 2010
3. (it) Il regno che verrà, 2012

## Prix et distinctions
- Prix Scerbanenco 2017 pour Lissy.